# Máté Gecser
Máté Gecser (3 dicembre 1992) è un giocatore di football americano ungherese che gioca nel ruolo di wide receiver per i Budapest Wolves.